# مایک پولیت
مایک پولیت (انگلیسی: Mike Pollitt؛ زادهٔ ۲۹ فوریهٔ ۱۹۷۲) بازیکن فوتبال اهل بریتانیا است.
از باشگاه‌هایی که در آن بازی کرده‌است می‌توان به باشگاه فوتبال بارنزلی، باشگاه فوتبال ویگان اتلتیک، باشگاه فوتبال گیلینگام، باشگاه فوتبال برنلی، باشگاه فوتبال برنتفورد، باشگاه فوتبال چسترفیلد، باشگاه فوتبال ساندرلند، باشگاه فوتبال آلترینچام، باشگاه فوتبال اولدهام اتلتیک، باشگاه فوتبال منچستر یونایتد، باشگاه فوتبال بری، باشگاه فوتبال روترهام یونایتد، باشگاه فوتبال ایپسویچ تاون، باشگاه فوتبال دارلینگتون، باشگاه فوتبال نوتس کانتی، باشگاه فوتبال مکلسفیلد تاون و باشگاه فوتبال لینکولن سیتی اشاره کرد.